# Świebodzin
Świebodzin (udtale: [ɕfjɛˈbɔd͡ʑin]; schlesisk: Świybodzin; tysk: Schwiebus) er en by og en kommune (Gmina) i det vestlige Polen, der ligger i voivodskabet Lubusz (Województwo lubuskie) og har 21.399(2021) indbyggere og et areal på 10,54 km². Den er administrationsby i powiatet (amt) Świebodzin.
Świebodzin ligger 39 km nordøst for Zielona Góra, en af de to hovedstæder i voivodskabet, 195 km nordvest for af Wrocław og 110 km vest for Poznań; 70 øst for grænsen til Tyskland og 130 km øst for Berlin. Den kronede statue af Kristus i Świebodzin, færdiggjort i november 2010, er en af verdens højeste statuer af Jesus.

## Historie
Byens navn stammer fra det polske personnavn Świeboda, relateret til swoboda, der betyder "frihed".
Området har været en del af Polen siden tidspunktet for statens oprettelse i det 10. århundrede. Som et resultat af fragmenteringen af Polen var det oprindeligt en del af Hertugdømmet Storpolen, og senere var det en del af Hertugdømmet Schlesien. De tidligste historiske optegnelser, der nævner Sebusianis, Sipusius Silesius, Suebosian, Soebosian, Suebusianus for nutidens Świebodzin stammer fra begyndelsen af det 14. århundrede, hvor området tilhørte det Nedre Schlesien polsk-styrede Hertugdømmet Głogów. Byen opstod ved krydset mellem de gamle handelsruter, der forbinder Schlesien med Pommern og en gren af ruten, der går fra Lausitz til Poznań i Storpolen og videre til Østpomeren. Oprindeligt var byen sandsynligvis et forsvarsværk, bygget på den vestlige bred af Zamecko-søen i en lille højde. Bymuren var omkranset af bebyggelser, som langt senere blev indlemmet i selve byen.